# Barockviertel Königstraße
Das Dresdner Barockviertel Königstraße ist ein innerstädtisches, historisches Wohn- und Geschäftsviertel im  barocken Baustil in Dresdens Innerer Neustadt. Im Gegensatz zu den zahlreichen Rekonstruktionen der Inneren Altstadt sind hier die meisten Gebäude noch erhaltene barocke Originale.

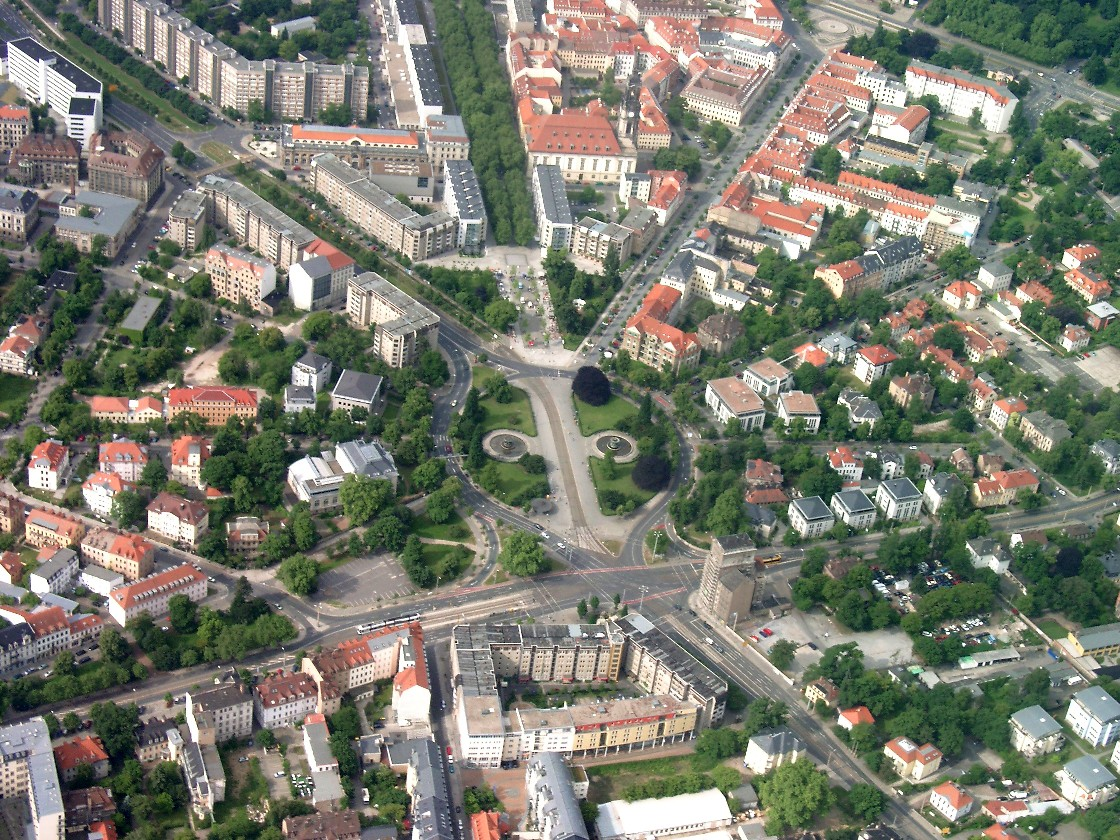
Luftbild des Barockviertels (rechts oben)

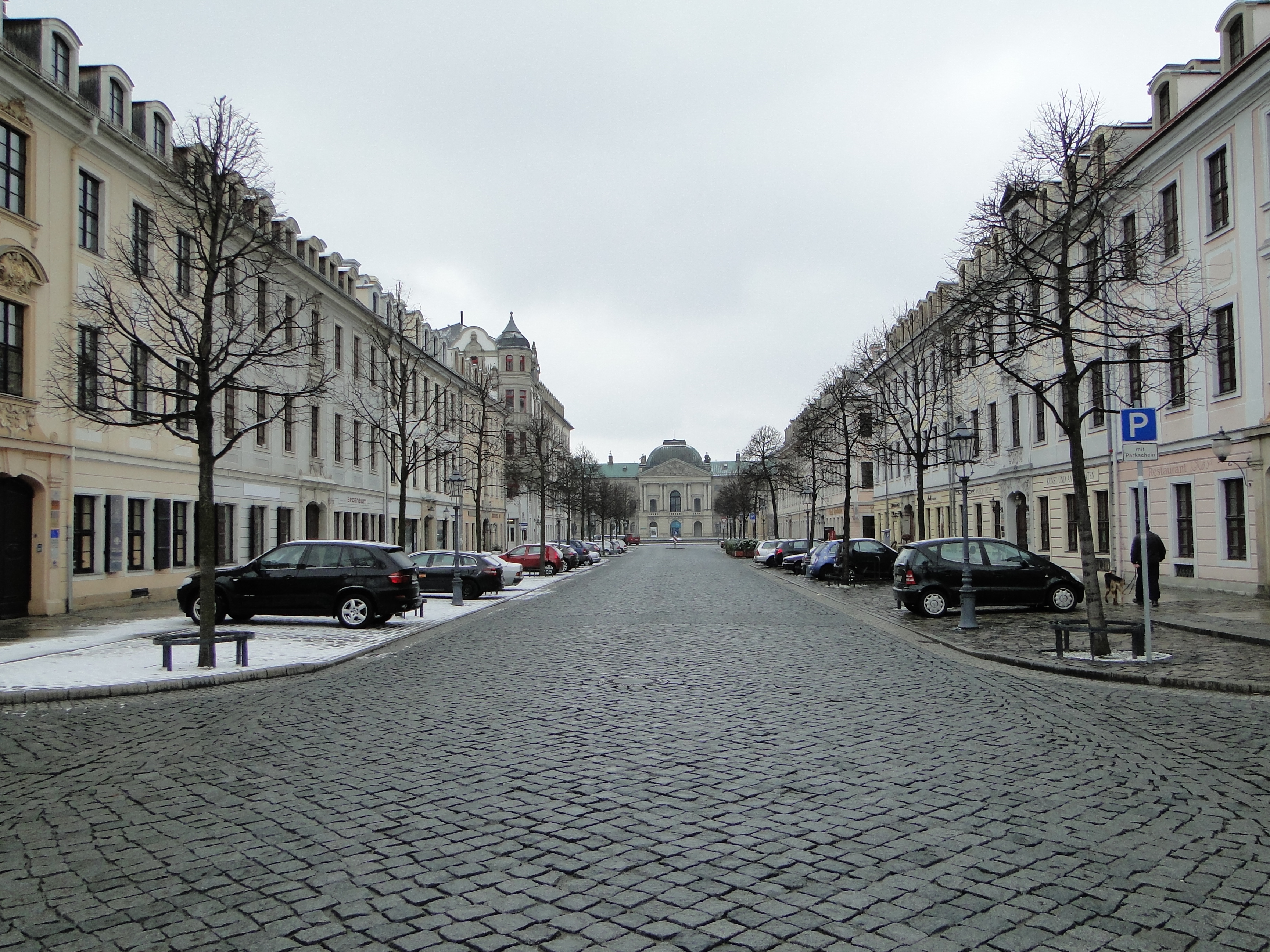
Die Königstraße mit dem Japanischen Palais als Point de vue

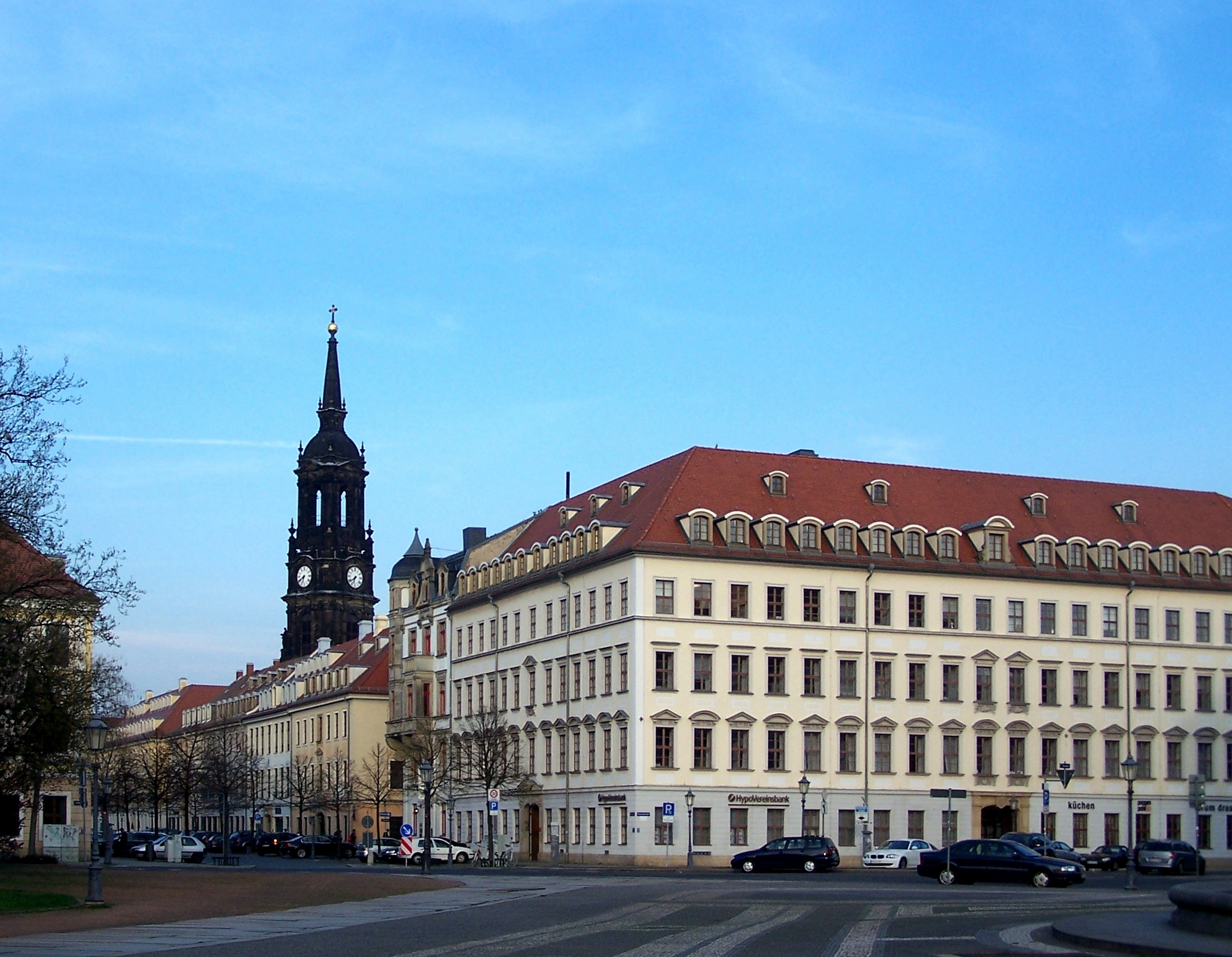
Blick vom japanischen Palais Richtung Drei-Königskirche

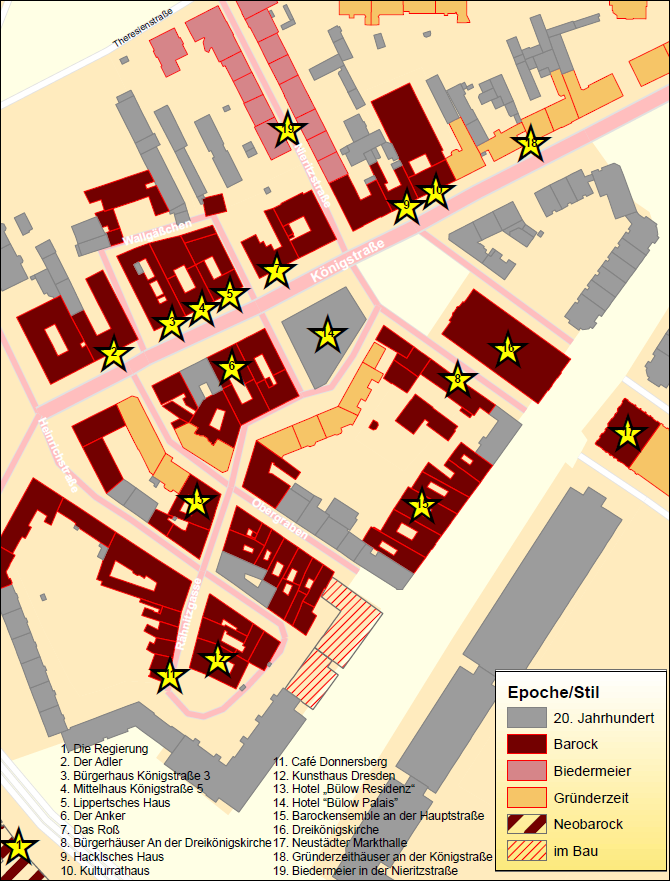
Bausubstanz des Barockviertels und historische Gebäude

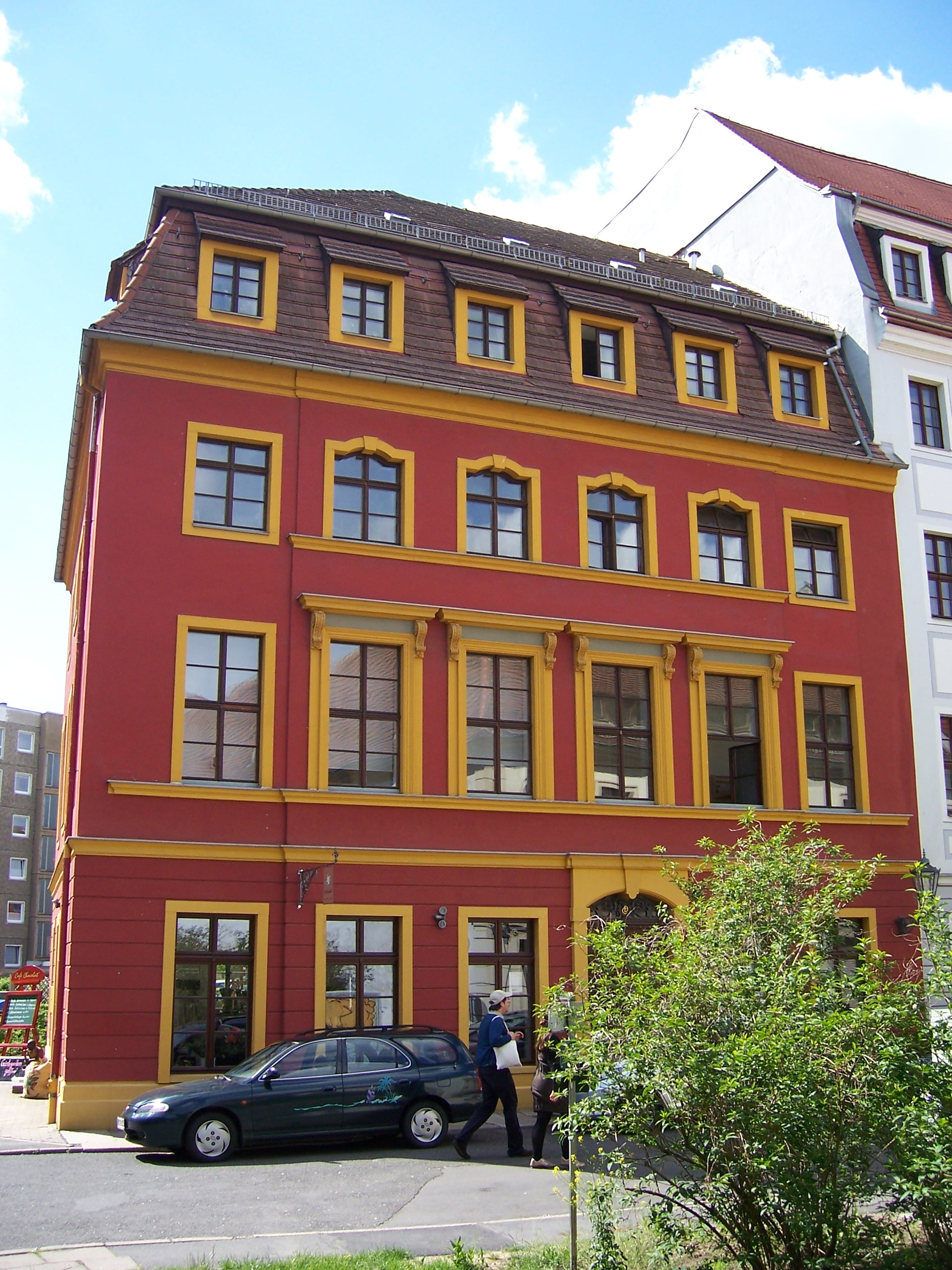
Cafe Donnersberg

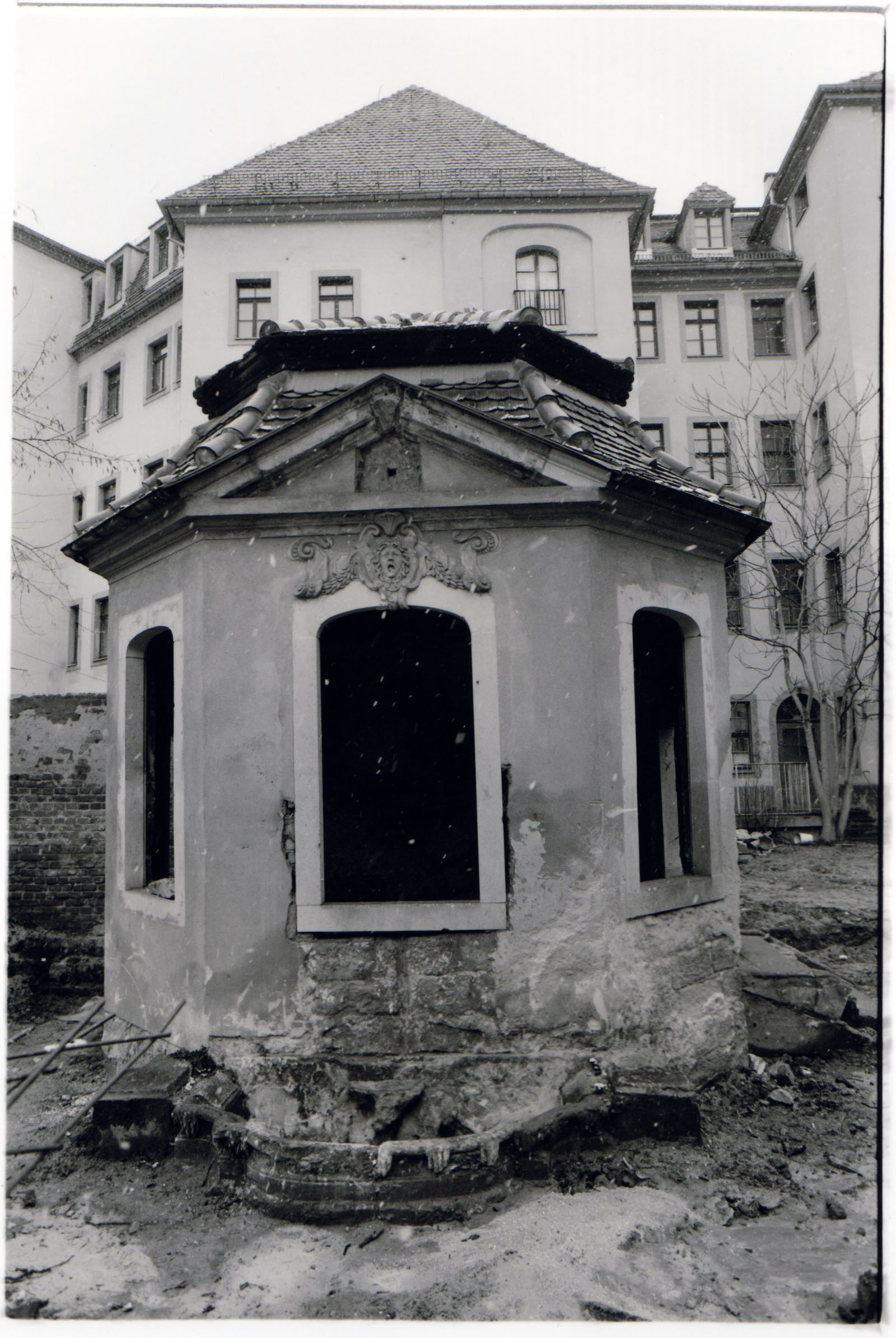
Thomae-Pavillon zu DDR-Zeiten

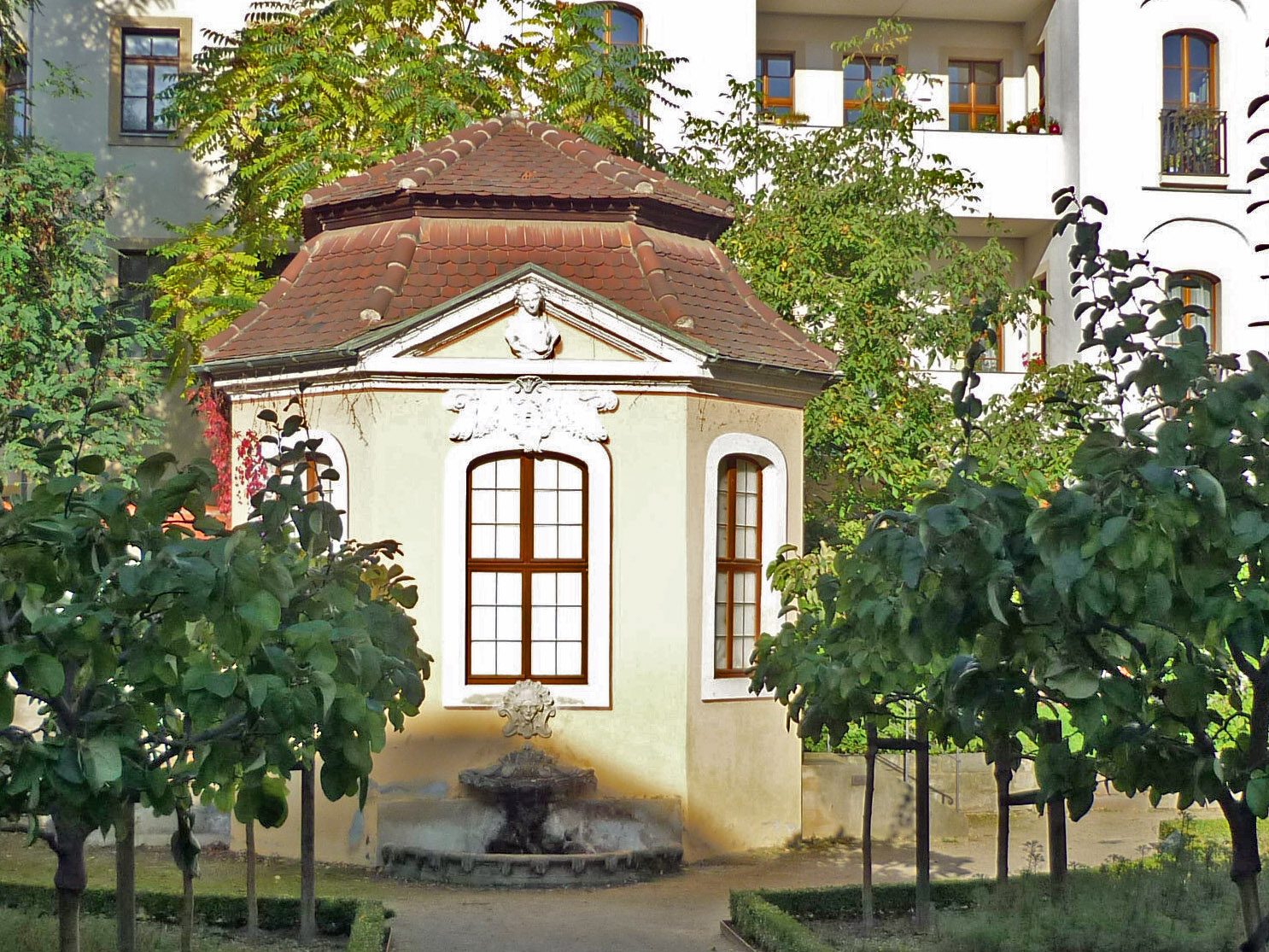
Restaurierter Thomae-Pavillon hinter dem Barockensemble Hauptstraße

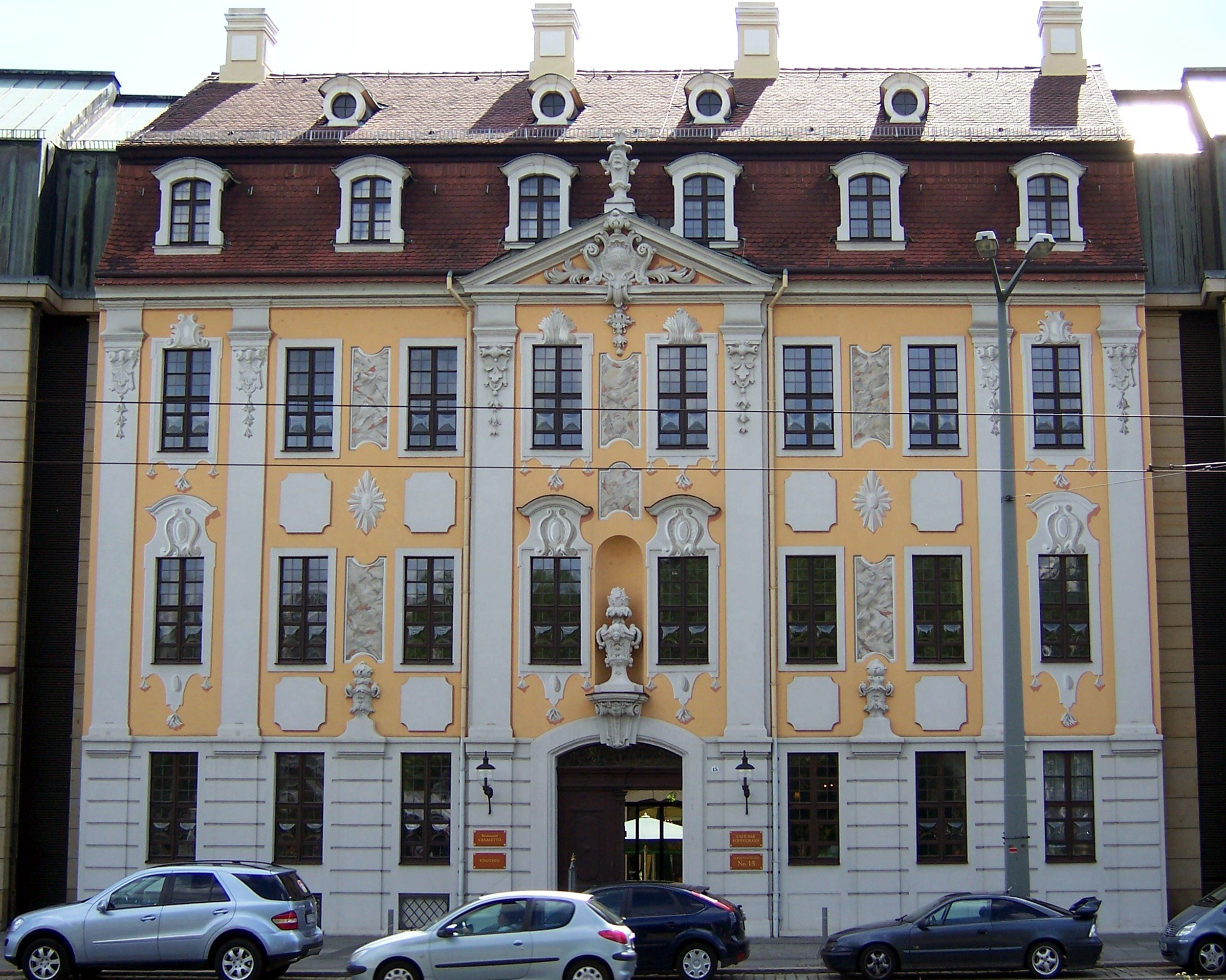
Die Regierung, ehemalige Regierungskanzlei, heute Mittelteil des Hotel Bellevue

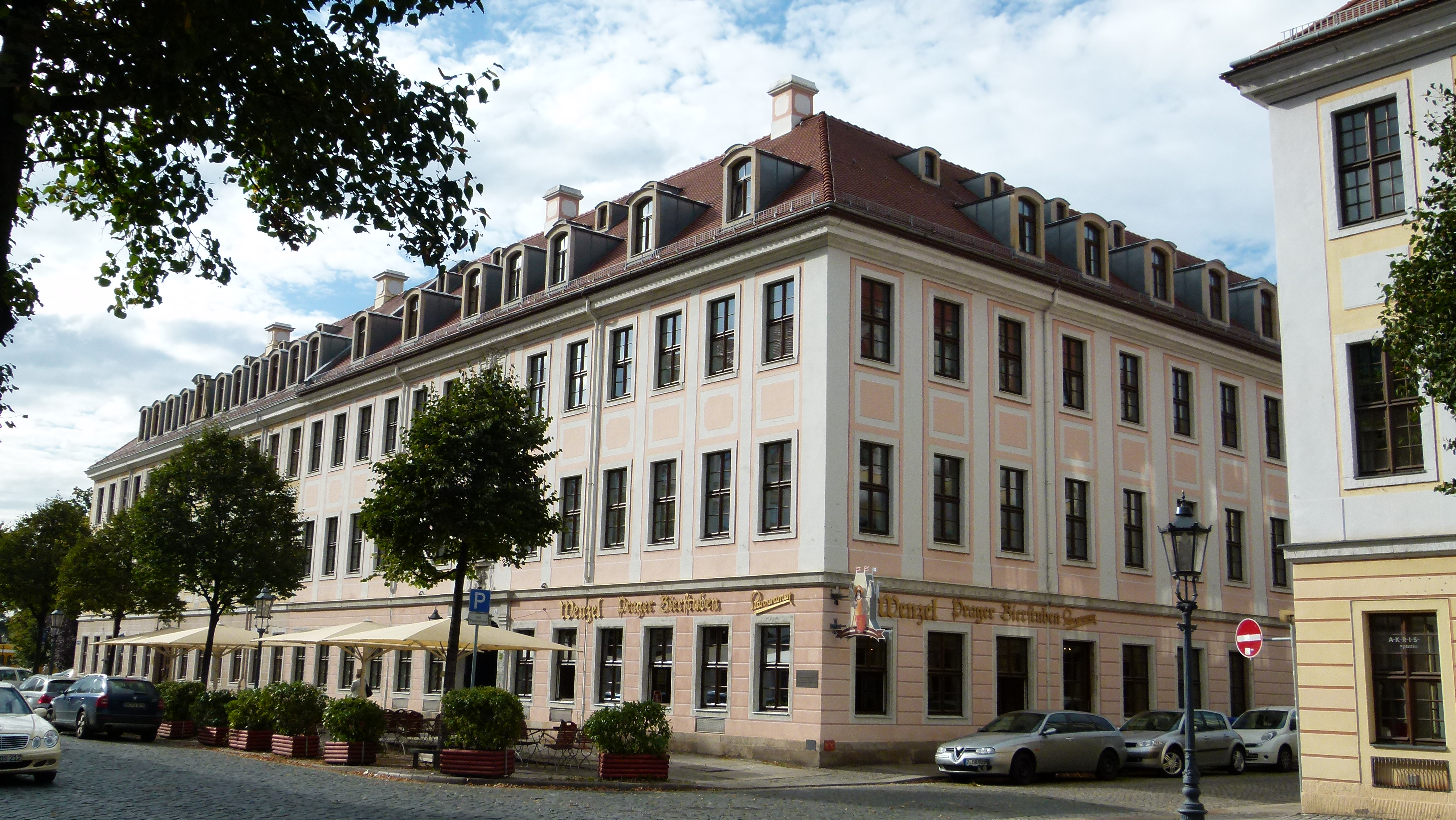
Dresden Königstraße 1

## Lage
Das Dresdner Barockviertel stellt ein großes, fast gleichschenkliges Dreieck im Herzen der Inneren Neustadt dar. Die gedachten Schenkel des Dreiecks, welche strahlenförmig vom nordöstlich gelegenen Albertplatz abgehen, sind im Norden die Theresienstraße und im Südwesten die Hauptstraße. Die zentrale Achse des Viertels bildet dabei die barocke Königstraße. Im Osten wird das Viertel durch die Große Meißner Straße bzw. dem Palaisplatz begrenzt. Innerhalb des Viertels wird die barocke Geradlinigkeit durch ursprünglich mittelalterliche Straßenverläufe durchbrochen. Die Rähnitzgasse, die Heinrichstraße, Obergraben, An der Dreikönigskirche und das Wallgäschen sind die letzten Zeugen mittelalterlicher Straßenführung in Dresden. Die Nieritzstraße mit ihrer aus dem Biedermeier stammenden Kulisse wurde erst Ende des 19. Jahrhunderts in das Viertel integriert und dient als Verbindung zwischen Theresienstraße und Königstraße.

## Geschichte

### Altendresden
Die frühe Geschichte des Barockviertels ist eng mit der Geschichte Altendresdens verbunden. Die ehemals selbstständige Stadt am nördlichen Kopf der heutigen Augustusbrücke wurde erstmals 1350 als „Antiqua Dressdin“ namentlich erwähnt und bekam 1403 das Stadtrecht verliehen. Die auf eine slawische Brückenkopfsiedlung zurückzuführende Stadt, wurde schließlich am 29. März 1549 unfreiwillig in das Dresdner Stadtgebiet eingegliedert, um Dresden in eine standhaftere Festung auszubauen.

### Stadtbrand und Neuplanung
Am 6. August 1685 brach im Haus des Kunsttischlers Tobias Edler in der Meißner Gasse – heute zwischen Blockhaus und Bellevue – ein verheerender Brand aus. 331 Häuser wurden bis auf die Grundmauern zerstört, lediglich 18 bis 20 Häuser an der Elbe wurden von dem Brand verschont. Dieser Schicksalsschlag war zugleich die Geburtsstunde der neuen Königsstadt mit ihrem geplanten sternenförmigen Grundriss und den prunkvollen barocken Bürgerhäusern, die nach den Vorstellungen des sächsischen Kurfürsten neu errichtet wurden.

### Kurfürst Johann Georg III. und Wolf Caspar von Klengel
Kurz nach dem verheerenden Stadtbrand beauftragte Kurfürst Johann Georg III. den damaligen Oberlandesbaumeister Caspar von Klengel mit der Neuplanung des total verwüsteten Stadtteils. Die modernen Pläne Klengels, welche stadtplanerisch ihrer Zeit weit voraus waren, orientierten sich an der damals sehr modernen italienisch-französischen Stadtbaukunst, stießen jedoch auf einen großen Widerstand der Bewohner Altendresdens. Die barocke Idealplanung sah nämlich eine komplette Neuausweisung der Baugrundstücke vor und gab so den Bürgern nicht mehr die Chance ihre ehemaligen Wohnhäuser auf den ausgebrannten Grundmauern wiederaufzubauen. Die Planung wurde jedoch nur langsam in die Realität umgesetzt und so wurden bis 1691 nur ein Drittel der neuen Königsstadt realisiert.

### Friedrich August I. von Sachsen (August der Starke)
Während der Amtszeit Augusts des Starken bekam das Barockviertel sein heute unverkennbares Gesicht im Stil des Dresdner Barock. Der Kurfürst von Sachsen und König von Polen nahm die Pläne Klengels wieder auf, er plante und entwarf die als breite Allee angelegte Königstraße selbst. Die Bauplätze auf der Straße wurden verschenkt. Die Bauherren hatten sich dabei an strenge Vorgaben zu halten: Die Häuser der Straße durften in ihrer Größe das Japanische Palais nicht überragen. Alle Häuser mussten die gleiche Geschosshöhe und -anzahl aufweisen. Die Fassaden durften nur in hellen Farben erstrahlen. Die Gebäude mussten himmelsoffene Höfe haben.

### 1945 bis 1990
Von den verheerenden Zerstörungen der Bombennacht vom 13. Februar 1945 blieb das Gebiet rechts der Elbe weitestgehend verschont. Schäden nahm das Viertel zu DDR-Zeiten. Da keine Mittel zu Sanierung bzw. Restaurierung vorhanden waren, ließ man die wertvollen Zeugen vergangener Tage einfach zerfallen und zu Ruinen verkommen. Die Verödung des Viertels sollte schließlich im planmäßigen Abriss durch die Stadt enden. Einzelnen Bemühungen Dresdner Einwohner ist es zu verdanken, dass einzelne Gebäude, die bereits mit Sprenglöchern versehen wurden, gerettet wurden (bspw. Die Regierung, Große Meißner Str. 15).

### Restaurierung nach der Wende
Anfang der 1990er Jahre war das Dresdner Barockviertel schwer beschädigt. Viele Wohnungen waren nicht mehr bewohnbar. Ganze Dächer fielen ein, der Schwamm fraß sich durch die wertvolle Architektur, die Häuser wurden einfach verriegelt. Mit viel Aufwand und Liebe zum Detail verwandelten private Investoren und die öffentliche Hand das einst marode Viertel in das jetzt so genannte „Dresdner Barockviertel“. Als erstes wurde 1994 das Lippertsche Haus an der Königstraße 5a fertiggestellt. An einigen Stellen, wo Altes nicht mehr zu retten war, entstanden neue Anlagen wie die Priscopassage oder die Passage Königstraße, die sich harmonisch in das Gesamtbild einfügen.

## Barocke Bausubstanz
Aufgrund der strengen Bauvorgaben der sächsischen Regenten entstanden entlang der Königstraße und in den Nebenstraßen sich ähnelnde barocke Bürgerhäuser, die sich aber bei genauerem Hinsehen in ihren meist verspielten Details voneinander unterscheiden.
Die Bauten entlang der Königstraße haben meist einen rechteckigen Grundriss, der an der Front relativ schmal gegenüber seiner Tiefe ist. Entlang der mittelalterlichen Rähnitzgasse, dem Obergraben und der Heinrichstraße basiert der Grundriss teilweise auf den Fundamenten älterer Gebäude, sodass diese auch einen unregelmäßigen Grundriss aufweisen können. Dennoch haben auch diese meistens ein Vorder- und ein Hinterhaus mit zwei den Innenhof einrahmenden Seitenhäusern. Zwischen Königstraße und Rähnitzgasse und zwischen Königstraße und Wallgäßchen fungieren die Bürgerhäuser auch als Durchhäuser. Durch den Innenhof, kann man bei diesen Gebäuden auf die jeweils parallel verlaufende Straße gelangen, was bei einer engen innerstädtischen Bebauung durchaus von Vorteil sein kann.
Auch in den Dachaufbauten sind die strengen Vorgaben von August dem Starken hinsichtlich der Bauausführung klar zu erkennen. Hierbei haben die unteren Dachflächen einen steileren Winkel als die jeweils darüber anschließenden Dachflächen. Auf diese Weise ergibt sich im Dachgeschoss mehr Wohnraum ohne dass die Dachschrägen die Grundfläche merklich beeinträchtigen. Diese Mansarddächer sind im Dresdner Raum meistens mit Rundgauben und vereinzelt auch mit Giebelgauben versehen. Der Name geht auf den französischen Architekten François Mansart zurück, der jedoch nicht der Erfinder dieses Dachtypen ist. Bereits 100 Jahre früher hat der Architekt des Pariser Louvre, Pierre Lescot, diesen Dachaufbau entwickelt und eingesetzt. Der Grund einem Gebäude solch ein Dach aufzusetzen ist vornehmlich rein praktischer Natur. Zu einer Zeit als die Grundsteuer auf die Anzahl der Vollgeschosse erhoben wurde, konnte man so an Steuern sparen, ohne auf Wohnraum verzichten zu müssen, da für ein Dachgeschoss keine Steuern erhoben wurden.
Des Weiteren versuchte man auch der einfachsten Fassade Leben einzuhauchen. Individuelle Mittelportale mit unterschiedlich gestalteten Kartuschen und mehr oder weniger dekorierte Fassaden mit den für Dresden typischen illusionistisch aufgemalten Spiegeln zwischen den Fensterreihen verleihen jedem Gebäude seine individuelle Note.
Die historischen Bürgerhäuser, die ein unvergleichbares, um die 300 Jahre altes städtebauliches Ensemble im Herzen von Dresden bilden, tragen zudem meist individuelle Beinamen, welche auf deren ehemalige Nutzung oder Besitzer hinweisen oder durch einen Teil ihrer Fassade geprägt wurden. Im Hinblick auf die Fassade, sind meist die Kartuschen (ein Zierrahmen, der Texte oder Bilder einrahmt und sich meist über dem Eingangsportal als Schlussstein wiederfindet) ausschlaggebend für die Namensgebung.

## Nutzung
Heute ist das Dresdner Barockviertel Königstraße ein Wohn- und Geschäftsviertel in guter innerstädtischer Lage und mit einem hochpreisigen Angebot an Wohnraum und Waren des längerfristigen Bedarfs. Kleinflächiger Einzelhandel ist genauso vorhanden wie die unterschiedlichsten Branchen der Kultur- und Kreativwirtschaft. Des Weiteren sind hier gute Adressen der Hotellerie in Dresden sowie eine Reihe weiterer Dienstleistungsunternehmen angesiedelt.

## Quartiersmanagement
Das Viertel wird seit 2003 durch den Verein „Dresdner Barockviertel Königstraße e. V.“ betreut. Mitglieder des Vereins sind die Grundstückseigentümer und Gewerbetreibenden im Viertel. Ziel ist es, das Dresdner Barockviertel entsprechend seiner besonderen Bedeutung als herausgehobenen, hochwertigen Wirtschaftsstandort und besonderes Wohnviertel in Dresden zu etablieren.